# پیتلیو
پیتلیو (به ایتالیایی: Piteglio) یک کومونه در ایتالیا است که در استان پیستویا واقع شده‌است. پیتلیو ۵۰٫۱ کیلومتر مربع مساحت و ۱٬۸۳۴ نفر جمعیت دارد و ۶۹۸ متر بالاتر از سطح دریا واقع شده‌است.

## خواهرخوانده
شهرهای La Agüera و Saône خواهرخوانده‌های پیتلیو هستند.